# 中国动物志
《中国动物志》（拉丁語：Fauna Sinica）是中国动物分类学的重要系列专著，系统记录了中国境内四万余种动物的各项特征及研究成果，包括系统发育、形态学、生物学、生态学、地理分布、经济意义等的研究成果及讨论。
截至2023年3月，《中国动物志》已经出版172卷（其中脊椎动物35卷，无脊椎动物60卷，昆虫77卷），记述分布于中国的动物逾40,000余种。有文献认为，《中国动物志》是世界上最大的动物志。
《中国动物志》的编研工作为国家自然科学基金重大项目；项目依托单位为中国科学院动物研究所。

## 历史
新中国成立后，在中国政府及中国科学院的支持下，中国才正式开始动物志的编写工作。《中国动物志》的编撰工作于1956年列入中国制定的12年科学远景规划。1962年，中国动物志编辑委员会成立，负责该书的组织实施工作。文化大革命期间，《中国动物志》的编研工程受到严重冲击和干扰，工作基本停滞。七十年代中期，编研工程重新启动。“八五”期间，《中国动物志》已完成48卷，1,905万字，记述动物约12,000种。1992年，三志（即《中国动物志》、《中国植物志》、《孢子植物志》）“八五规划”列为中国科学院知识创新工程重大项目。

## 內容
《中国动物志》各卷分总论和各论两部分，总论一般包括该卷所载类群总体的分类分布、形态解剖特点、地理分布、生物和生态学资料、经济意义等。各论中则对各物种分别做详细阐述。每卷后附有种名汉英拉对照、英汉拉对照、参考文献、英文摘要、索引等。

## 奖项和意义
《中国动物志》所取得的成果获得了多项荣誉，包括：
- 全国科学大会奖
- 国家级自然科学奖
- 中国科学院自然科学奖
- 中国科学院科技进步奖
- 省级科技成果奖
- 1997年中国十大科技进展（第八项）[1]

《中国动物志》的出版，是中国动物学发展的明显标志；中国国家自然科学基金委员会认为，《中国动物志》总体上达到了国际水平。但“从卷册出版数量统计，《中国动物志》近5年的出版速度明显低于本世纪第一个10年”；“在短时间内通过志书全面了解中国动物和孢子植物的物种多样性是不现实的”。
近年综述文章亦认为，《中国动物志》是描述中国生物多样性“三志”中编研工程最大的志书，以丰富翔实的文献和标本资料为支撑，采用最新的现代生命科学方法解决动物物种分类学问题，全面系统研究中国各动物类群生物学和生态学特性、地理分布及资源状况等问题，成功打造出学术文献的品牌效应。 虽然《中国动物志》的编目工作已经取得了一定的优异成绩，但从已出版卷数数量上看，近十年的出版速度明显低于本世纪前十年，发展前景较为堪忧。